# Mandaguari (Óleo)
Mandaguari (mais conhecido como Lajeado) é um povoado (aglomerado rural) e foi um distrito do município brasileiro de Óleo, no interior do estado de São Paulo.

## História

### Origem
O povoado de Mandaguari foi fundado em fins do século XIX no território do município de Santa Cruz do Rio Pardo. Conforme relato histórico, seu nome original era Lajeado, passando depois a ser conhecido como Mandaguaí ou Mandaguari, sendo este último nome oficializado na criação do distrito em 1919. 
Só que a sede do distrito ficou por pouco tempo em Mandaguari, porque a Estrada de Ferro Sorocabana, que cortava seu território, ficava distante do local, e devido a isto a vila estava em plena decadência, ao contrário do povoado de Batista Botelho, que estava se desenvolvendo rapidamente, dado as facilidades de transporte que tinha com a capital do estado e com as demais cidades da região por causa da ferrovia.
Assim, por esse motivo, Batista Botelho passou a ser a nova sede do distrito de paz no ano de 1925.

### Formação administrativa
- Lei nº 942 de 10/08/1905 - Cria o distrito de Mandaguaí, com território do distrito de Óleo, no município de Santa Cruz do Rio Pardo[4].
- Lei nº 1.114 de 24/12/1907 - Extingue o distrito[5].
- Lei nº 1.657 de 04/11/1919 - Cria novamente o distrito de Mandaguari no município de Óleo[2][6].
- Distrito policial de Mandaguari criado em 25/11/1919[7].
- Lei nº 2.119 de 30/12/1925 - Transfere a sede do distrito para a estação de Batista Botelho[3][8].

## Geografia

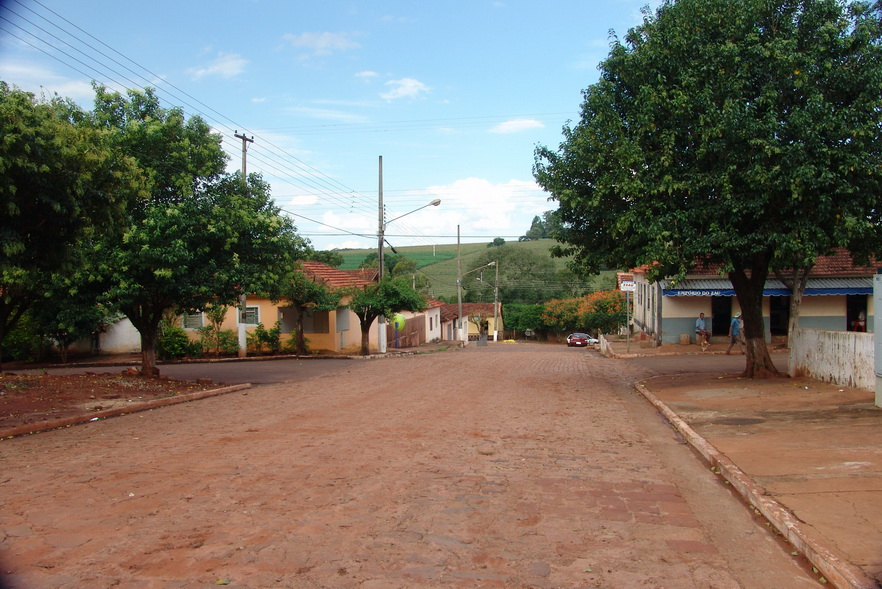
Aspecto local.

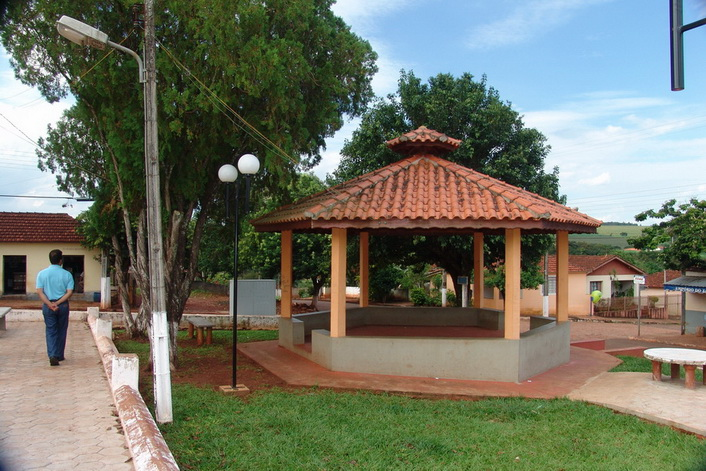
Praça.

### Demografia

#### População urbana
| Crescimento população urbana | Crescimento população urbana | Crescimento população urbana | Crescimento população urbana |
| Censo                        | Pop.                         |                              | %±                           |
| ---------------------------- | ---------------------------- | ---------------------------- | ---------------------------- |
| 1980                         | 253                          |                              | —                            |
| 1991                         | 243                          |                              | −4,0%                        |
| 2000                         | 303                          |                              | 24,7%                        |
| 2010                         | 234                          |                              | −22,8%                       |
| Fonte: IBGE e Fundação SEADE |                              |                              |                              |

Até o Censo 2010 (IBGE) Mandaguari era classificado pelo IBGE como aglomerado rural.

### Rodovias
O principal acesso ao povoado é a estrada vicinal Batista Botelho - Mandaguari.

### Hidrografia
- Ribeirão Lajeado, afluente do Rio Pardo.

## Serviços públicos

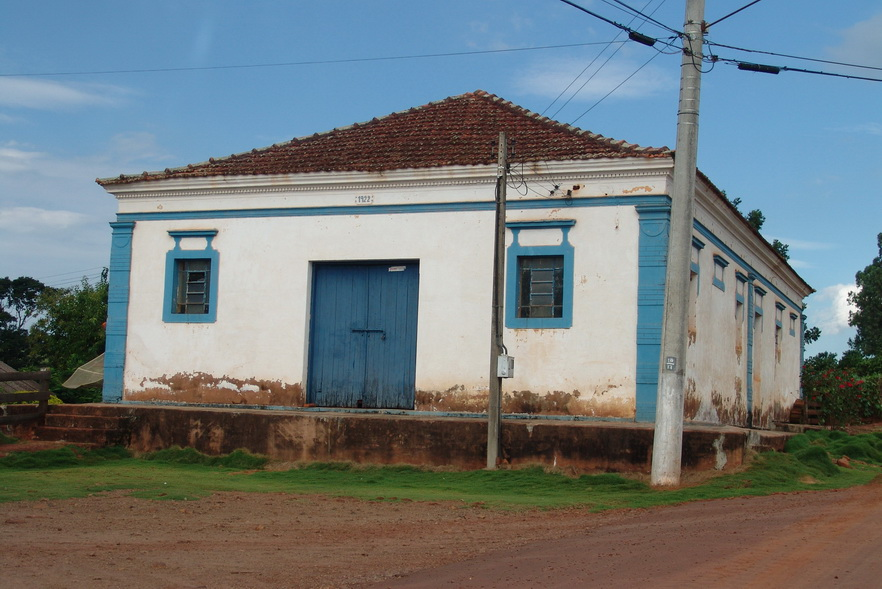
Aspecto local.

### Registro civil
Atualmente é feito na sede do município, pois o Cartório de Registro Civil das Pessoas Naturais foi transferido pela Lei nº 2.119 de 30/12/1925 e seu acervo foi recolhido ao também já extinto cartório do distrito de Batista Botelho.

### Saneamento
O serviço de abastecimento de água é feito pela Companhia de Saneamento Básico do Estado de São Paulo (SABESP).

### Energia
A responsável pelo abastecimento de energia elétrica é a CPFL Santa Cruz, distribuidora do grupo CPFL Energia.

## Religião

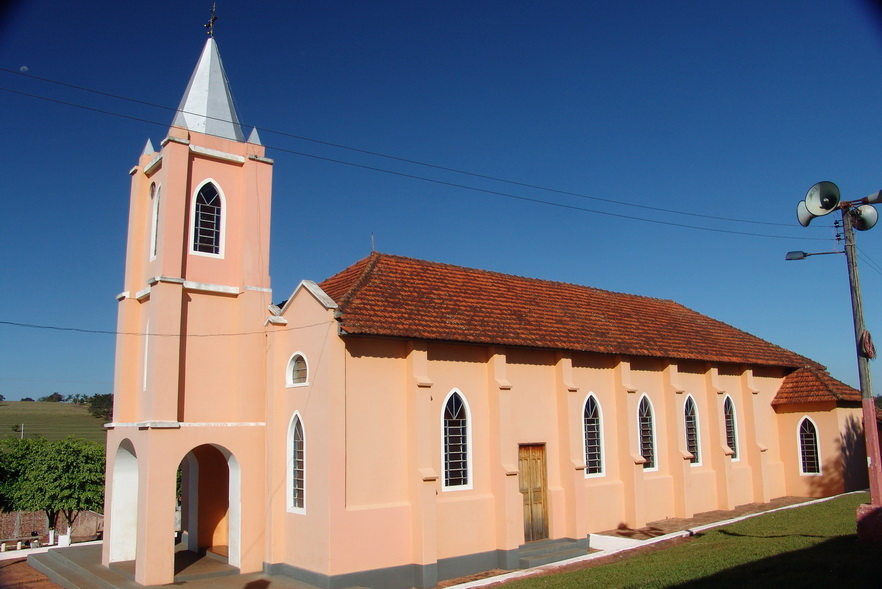
Igreja.

O Cristianismo se faz presente no povoado da seguinte forma:

### Igreja Católica
- A igreja faz parte da Diocese de Ourinhos[17].

### Igrejas Evangélicas
- Congregação Cristã no Brasil[18].